# Ансимов, Анатолий Дмитриевич
Анатолий Дмитриевич Ансимов  (7 ноября 1934 года, Ростов-на-Дону — 2002) — поэт, член Союза журналистов, Союза писателей России — с 1993 года.

## Биография
Анатолий Дмитриевич Ансимов родился 7 ноября 1934 года в городе Ростов-на-Дону. Детство его прошло в хуторе Новолодин Зимовниковского района Ростовской области. Хутор был освобожден от оккупации в 1943 году.
В 1952 году будущий поэт закончил ростовскую школу № 78, потом Новочеркасский инженерно-мелиоративный институт (ныне Новочеркасская государственная мелиоративная академия).
По окончании института, с 1958 года А. Д. Ансимов работал журналистом, заместителем редактора областной газеты «Комсомолец», позднее работал в газете «Вечерний Ростов», занимал должность заведующего отделом писем областной газеты «Молот». Был инициатором выпуска литературно-художественного приложения «Донского слова». Работая журналистом, побывал в разных районах области. С 1992 года работал директором полиграфической фирмы «Старый друг».
Анатолий Ансимов был членом Союза журналистов СССР, союза писателей России, являлся членом совета литературного товарищества «Шолоховский круг», членом правления Союза казаков Области Войска Донского (1990—1991).
Скоропостижно скончался в июне 2002 года в станице Кочетовской Семикаракорского района Ростовской области во время проведения ежегодного литературно-фольклорного фестиваля «Закруткинская весна».

## Творчество
Первые публикации поэта появились в 50-х годах XX века в областной периодике. С 1958 по 1992 год он печатался в ростовских газетах «Комсомолец», «На стройке», «Молот», «Вечерний Ростов», в литературно-художественном приложении к газете «Молот» — «Донское слово».
Анатолий Ансимов внес вклад в работу литературно-исторического общества «Шолоховский круг», принимал активное участие в возрождении Союза казаков Области войска Донского.
Получив опыт литературной работы в прессе, занимал поэтическим творчеством. Стихи А. Ансимова появлялись в областных, центральных газетах, журналах «Дон», «Смена», «Дружба», «Советский воин» и др. В Ростовском книжном издательстве были напечатаны его сборники стихотворений: «Полюс тепла» (1979), «День приезда» (1986), «Третий раунд» (1989) и др.
Анатолий Ансимов писал стихотворения и публицистику о родном крае. Работая с 1992 года директором полиграфической фирмы «Старый друг», помогал издаваться многим поэтам.
Произведения А. Д. Ансимова:
- Ансимов А. Д. День приезда: Стихи / Анатолий Ансимов. — Ростов н/Д: Кн. изд-во, 1986. — 64 с.
- Ансимов А. Д. Третий раунд: Стихи / Анатолий Ансимов; Худож. К. И. Стародуб. — Ростов н/Д: Кн. изд-во, 1989. — 96 с.
- Ансимов А. Д. Славянский шлем: Стихи / Анатолий Ансимов. — Ростов н/Д: Кн. изд-во, 1990. — 95 с.
- Ансимов А. Старый друг: Стихи / Анатолий Ансимов; Худож. М. В. Ордынская. — Ростов н/Д: Книга, 1994. — 96 с., ил.
- Ансимов А. Ах, эта русская душа: Стихи // Дон. — 1994. — № 8-9. — С. 153—157.
- Ансимов А. «Снова по-над Доном небо хмурится»: Стихи // Наше время. — 1994. — 22 ноября. — С. 2.
- Ансимов А. Стихи // Донские горизонты: Сборник произведений донских писателей. — Ростов н/Д: ОКОЕМ, 1995. — С. 254—279.
- Ансимов А. По дороге от Христа до Маркса: Стихи // Дон. — 1998. — № 10. — С. 37-41.
- Ансимов А. Из книги «Последний журналист» // Южная звезда: Лит.-худож. альманах. — Ростов н/Д: МП Книга, 2001. — С. 83-85.
- Ансимов А. «В трех шагах от нового дня…»: Стихи // Дон. — 2002. — № 3-4. — С. 69-71.